# Julia von Heinz
Pour les articles homonymes, voir von Heinz.
Julia von Heinz (née le 3 juin 1976 à Berlin) est une autrice et réalisatrice allemande.

## Biographie
Julia von Heinz, née le 3 juin 1976 à Berlin, est une autrice et réalisatrice allemande. Julia von Heinz, née en 1976 à Berlin, suit une formation en conception médiatique au WDR à Cologne avant d’étudier les médias audiovisuels à la TFH Berlin, où elle obtient un diplôme de directrice de la photographie en 2005. Pendant ses études, elle réalise plusieurs courts-métrages primés.
Elle débute comme collaboratrice artistique de Rosa von Praunheim à l'école de cinéma de Babelberg. En 2007, elle réalise son premier long-métrage Was am Ende zählt, primé en Allemagne et à l’international. Elle alterne ensuite entre fiction et documentaire, réalisant notamment Hanni & Nanni 2 (2012), Hannas Reise (2013) et Ich bin dann mal weg (2015).
En 2020, son film Und morgen die ganze Welt, inspiré de son engagement politique, est sélectionné à la Mostra de Venise et devient le candidat allemand aux Oscars. Elle poursuit avec la série Eldorado KaDeWe (2021) et l’adaptation du roman Iron Box (2023).
En 2024, Julia von Heinz est membre du jury du Festival de Venise 2024. Révélée à l’international avec Und morgen die ganze Welt, elle exprime son attente de films innovants et touchants. Elle visionne jusqu'à trois films par jour et compte aussi voir des œuvres hors compétition, comme September 5 de Tim Fehlbaum. Son premier long-métrage international, Treasure, avec Lena Dunham et Stephen Fry, sortira en salles le 12 septembre. L’Allemagne est représentée au festival par 17 coproductions, dont le documentaire Riefenstahl d’Andres Veiel.

## Filmographie
- 2001 : Dienstags
- 2002 : Doris
- 2003 : Lucie & Vera
- 2007 : Ce qui compte, c'est la fin (Was am Ende zählt)
- 2009 : Standesgemäß
- 2011 : Hanni & Nanni 2 (de)
- 2012 : Rosakinder coréalisé avec Chris Kraus, Axel Ranisch, Robert Thalheim et Tom Tykwer
- 2013 : Hannas Reise (de)
- 2015 : Ich bin dann mal weg (de)[4]
- 2020 : Et demain, le monde entier (Und morgen die ganze Welt )
- 2021 : Eldorado KaDeWe (série télévisée)
- 2024 : Voyage avec mon père (Treasure)
- 2026 : She Gets It From Me